# Castello di Foglizzo
Il castello di Foglizzo è sede del municipio della cittadina di Foglizzo che lo acquisì nel 1885.

## Storia

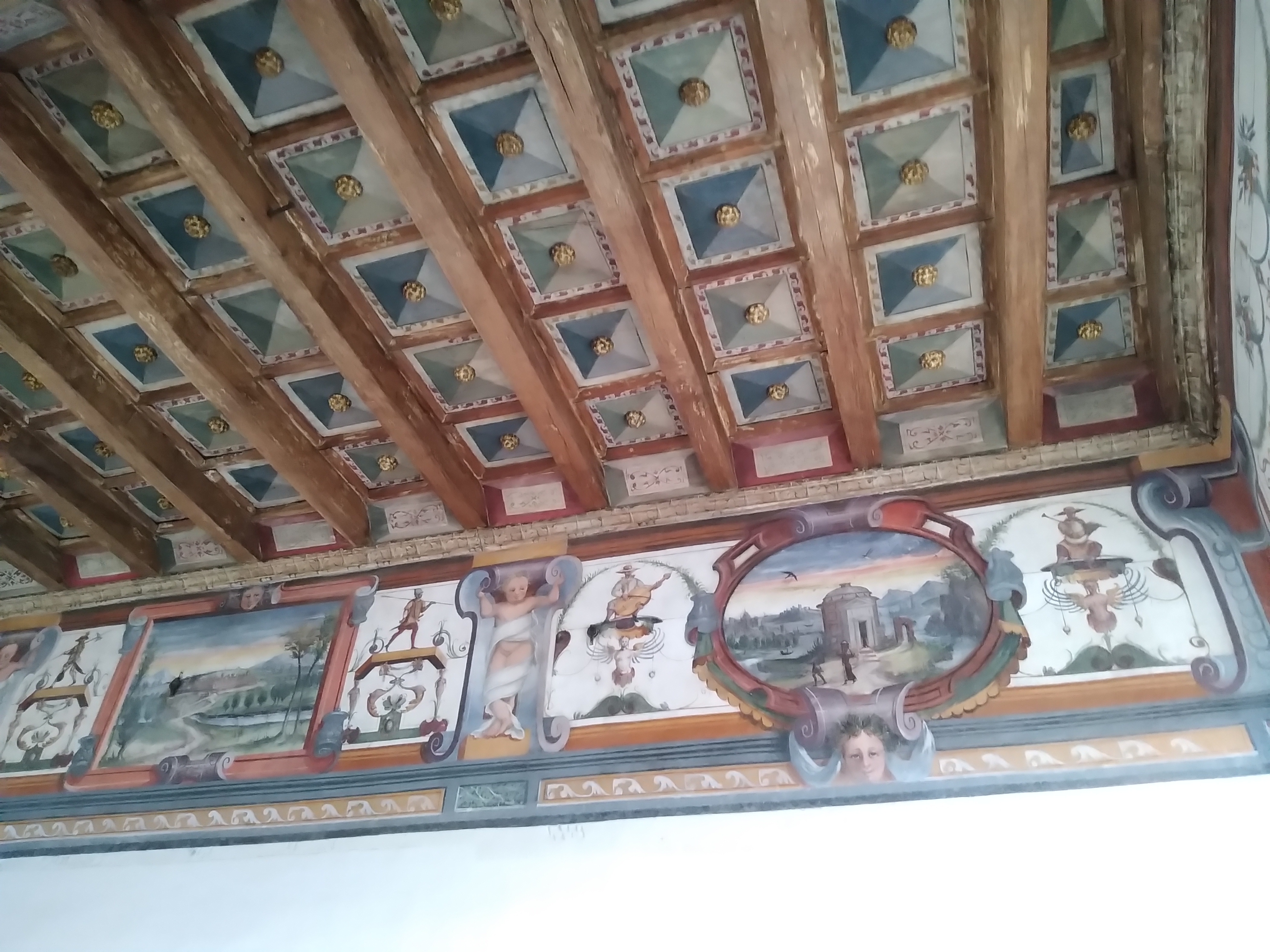
Dettaglio di uno dei soffitti a cassettoni

Castello di probabile origine tardo-romana, nel periodo medioevale, in virtù della sua posizione elevata rispetto al paese e alla pianura sottostante, era adoperato come luogo di difesa e rifugio. Le modifiche in chiave rinascimentale vennero apportate al maniero nel XVI secolo. In particolare venne aggiunto un ampio salone attualmente adibito a sede delle riunioni del consiglio comunale. I novaresi conti di Biandrate sotto cui ricadeva San Giorgio Canavese (vedi sotto) ne disposero, fra il XVII secolo ed il XVIII secolo la trasformazione in dimora signorile, con l'abbattimento dell'annesso ricetto e la costituzione, al suo posto, di un giardino. I saloni interni sono abbelliti da affreschi, emblemi e blasoni, soffitti a cassettoni e volte a vela anch'esse decorate con affreschi.